# 埃諾二世 (東菲士蘭)
埃諾二世（德語：Enno II. von Ostfriesland，1505年—1540年9月24日），東菲士蘭伯爵，埃德查一世的長子，1528年至1540年在位。

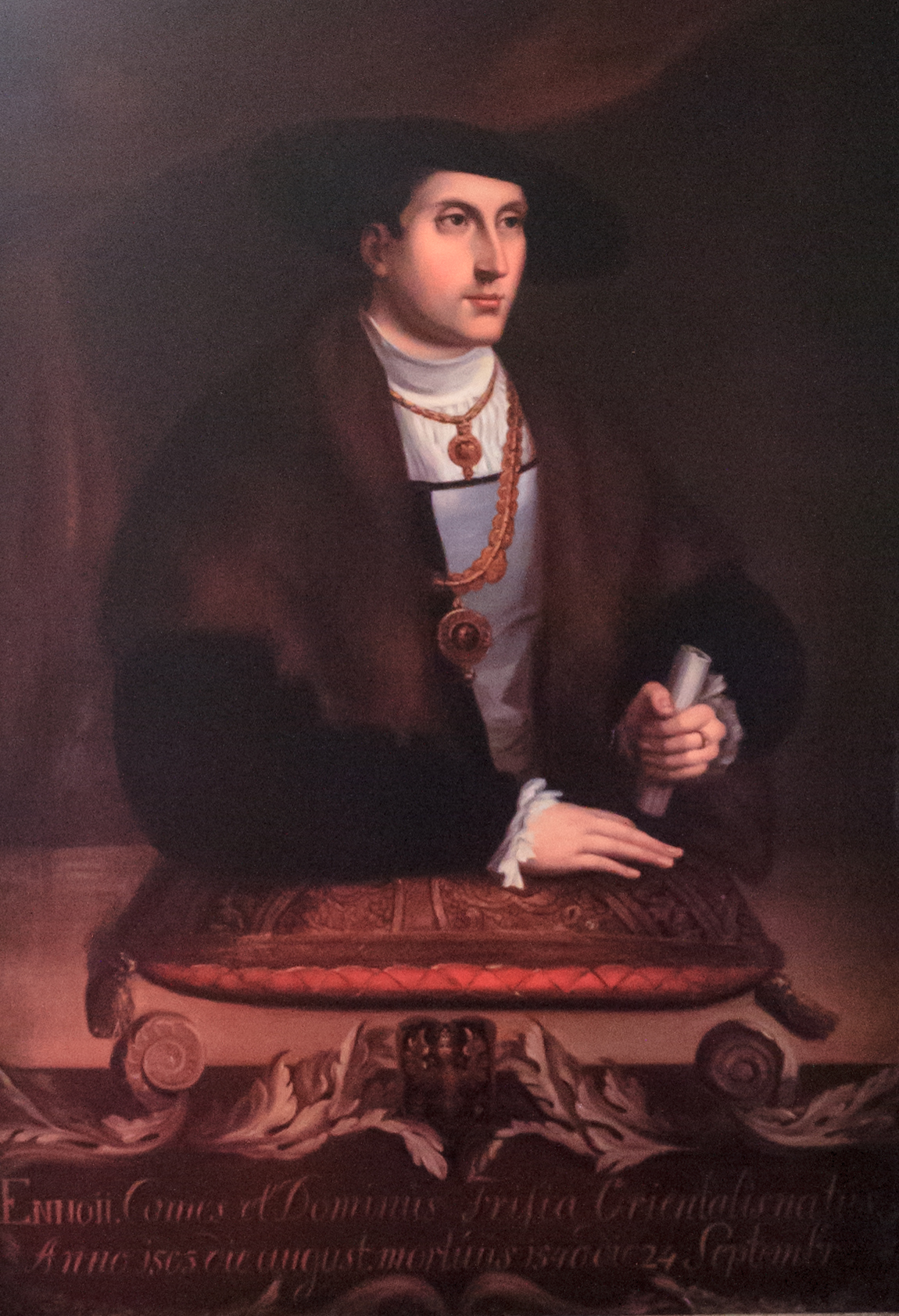

## 家庭
1530年，埃諾二世與歐登堡的安娜結婚，兩人共有2子2女：
1. 伊莉莎白（1531年—1558年）
2. 埃德查二世（1532年—1599年）
3. 海德薇希（1535年—1616年），與哈爾堡的奧托二世結婚
4. 約翰二世（英语：Johan II of East Frisia）（1538年—1591年）